# Shire of Kent
Shire of Kent is een Local Government Area (LGA) in de regio Great Southern in West-Australië. Het telde 491 inwoners in 2021. De hoofdplaats is Nyabing.

## Geschiedenis
Op 29 december 1922 werd het 'Kent Road District' opgericht. Op 10 juni 1955 veranderde het van naam en werd het 'Nyambing-Pingrup Road District'. Ten gevolge de 'Local Government Act van 1960' werd het district de 'Shire of Nyambing-Pingrup'. Op 1 december 1972 veranderde het weer van naam en werd de 'Shire of Kent'.

## Beschrijving
Shire of Kent ligt ongeveer 320 kilometer ten zuidoosten van de West-Australische hoofdstad Perth. Het is een landbouwdistrict en heeft een oppervlakte van ongeveer 5.600 km². Er ligt 230 kilometer verharde en 1.200 kilometer onverharde weg.
Het district telde 491 inwoners in 2021, tegenover 574 in 2006. De belangrijkste plaatsen in het district zijn het administratieve en dienstencentrum Nyabing en Pingrup.

## Plaatsen, dorpen en lokaliteiten
- Nyabing
- Pingrup
- Chinocup
- Kwobrup
- Nowcrellup